# Lonni Sue Johnson
Lonni Sue Johnson (nacida en 1950 en Estados Unidos) es una pintora e ilustradora que ha trabajado para publicaciones como The New Yorker, The New York Times, The Boston Globe y The Washington Post.
El 30 de diciembre de 2007 sufrió una encefalitis grave que le afectó a la memoria. La amnesia hizo que tuviera que volver a aprender a caminar, comer y hablar.
El daño cerebral específico le impide la formación de nueva memoria. Desde 2008 ha sido estudiada por neurocientíficos por ser un caso extraordinario para comprender la formación de memoria.

## Reseña biográfica
Su padre, Ed Johnson, era ingeniero eléctrico e inventor para la RCA and Corning Glass. Falleció en 1989. Su madre, Margaret Kennard Johnson, era litógrafa, e impartió clases durante 23 años en el Museo de Arte Moderno de Nueva York (Museum of Modern Art in NYC).
Su abuela fue pintora de retratos y profesora universitaria.
Lonni Sue Johnson obtuvo una licenciatura en Bellas Artes y Litografía en la Universidad de Míchigan, Ann Arbor. (B. F. A. School of Architecture and Design, University of Michigan, Ann Arbor, Michigan in Printmaking and Drawing).
Realizó estudios de ilustración humorística en la Escuela de Artes Visuales de Nueva York (The School of Visual Arts) con Chas. B. Slackman y R.O. Blechman.

## Trabajo
Dibuja y pinta en acuarela, óleo, pastel, tinta y pluma. También escribe libros.

### Libros escritos e ilustrados
- Planet News, Kodansha, Japón, 1995.
- Taking Off. Relato corto ilustrado para Vintage Airplane en abril de 2003.[1]

### Libros ilustrados
- The Stress-Free Traveler, Sandy Paton, McGraw-Hill. Julio de 2005.
- You’re The Best, Barbara Milo Ohrbach, Clarkson Potter, 2003.
- Fifty-Seven Reasons Not To Have A Nuclear War, Marty Asher, Warner Books, 1994.
- Eat These Words, Harper-Collins, 1991.
- Parables of Kierkegaard, Princeton University Press, 1978.
- A Snake Is Totally Tail, Judi Barrett, Atheneum, 1983.
- Pickles Have Pimples and Other Silly Statements, Judi Barrett, Atheneum, 1986.
- Fat Cats, Cousin Scraggs and the Monster Mice, Barbara Shook Hazen, Atheneum, 1985.
- The Yuppie Handbook, Piesman and Hartley, Simon & Schuster, 1984.
- Save Our Planet, MacEachern, Dell, 1990.
- Be Nice To Marilyn, Ida Lutrell, Atheneum, 1992.
- The Story of Z, Jeanne Modesitt, Picture Book Studios, 1990.
- Mother Earth’s Counting Book, Andrew Clements, Picture Book Studios, 1992.
- Max and Diana and the Snowy Day, Harriet Zieffert, Harper & Row, 1987.
- Max and Diana and the Shopping Trip, Harriet Zieffert, Harper & Row, 1987.
- Max and Diana and the Birthday Present, Harriet Zieffert, Harper & Row, 1987.
- Max and Diana and the Beach Day, Harriet Zieffert, Harper & Row, 1987.
- Enjoying Jazz, Henry Martin, Schirmer Books, una división de Macmillan, Inc., 1986.
- Sentence Combining and Paragraph Building, William Armstrong, Random House, 1981.
- Der entfuhrte Prinz und das Gartnermadchen, ?, ?, 1994 (in japonés).[1]

### Colecciones
Su trabajo está en las colecciones de:
- New Jersey State Museum.
- Princeton University Graphic Arts Collection.
- Museo de Arte de Newark
- The Smithsonian.
- Rockefeller University.
- Embajada de Estados Unidos, Tokio.
- Johnson & Johnson.
- Janos Starker.
- Betty Parsons.[1]

## Vida personal
Se casó una vez y se divorció a los 10 años. No tuvo hijos.

### Música
Tocó la viola como aficionada en:
- Fly Creek Philharmonic 2001-2004, viola y coro.
- Princeton University Orchestra 1967-8, viola.
- Theater Orchestra University of Michigan 1970-72, viola.[1]

### Aviación
Obtuvo licencia para pilotar aviones monomotores desde 1996. Tuvo dos avionetas, una de ellas era una Piper Cub de 1946.

### Granja ecológica
Junto a un vecino reconvirtió una granja en el estado de Nueva York para obtener la certificación ecológica NOFA, Northeastern Farmers Association, y producir ganado, leche, grano, verdura y heno.

### Pérdida de memoria

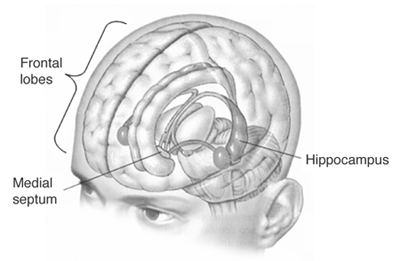
Lonni Sue Johnson perdió el hipocampo y gran parte de la amígdala por una encefalitis.

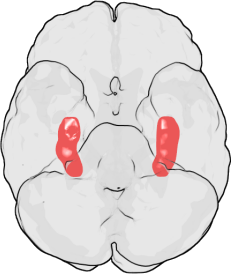
Hipocampo.

El 30 de diciembre de 2007, cuando tenía 57 años, sufrió una infección del cerebro llamada encefalitis que le destruyó el hipocampo y partes adyacentes. Esto le afectó a la memoria. La amnesia hizo que tuviera que volver a aprender a caminar, comer y hablar. El daño cerebral específico le impide la formación de nueva memoria a largo plazo.
Un caso similar fue el de Henry Molaison en 1953 en el que extirparon el hipocampo y gran parte de la amígdala para curar una epilepsia. Como consecuencia perdió la capacidad de formar nuevas memorias. Henry Molaison no fue a la universidad y trabajó en una cadena de montaje. Fue el inicio de muchas investigaciones básicas sobre la formación de la memoria.
El caso de Lonni Sue Johnson fue extraordinario por las grandes capacidades intelectuales y artísticas que poseía antes de la encefalitis. Los neurocientíficos comenzaron a hacer pruebas más sofisticadas que las que le hicieron a Henry Molaison y otros casos.
Perdió las memorias episódicas sobre episodios específicos de su biografía, pero mantuvo su memoria semántica sobre hechos generales y su memoria procedimental que le permite leer y tocar música. Perdió la memoria de melodías populares.
En una prueba le hicieron tocar una melodía y a los pocos minutos olvidó que la había tocado. Cada vez que la volvía a tocar le parecía nueva.
Olvidó que su padre había muerto en 1989 y se lo tuvieron que recordar muchas veces. Su madre murió tras su encefalitis y la carga emocional del hecho le permitió crear la memoria asociada de forma que recuerda que su madre está muerta.
Tras su encefalitis pasó 11 meses en que no pudo dibujar. Su madre y su hermana Aline la impulsaron a dibujar y comenzó a inventar crucigramas ilustrados que se forman con unas complejas reglas.

## Biografía
Michael D. Lemonick publicó en 2017 el libro The Perpetual Now: A Story of Amnesia, Memory, and Love sobre la vida de Lonny Sue Johnson.